# Marcel Rozier
Jean-Marcel Rozier (ur. 22 marca 1936 w Saint-Étienne-sur-Chalaronne) – francuski jeździec sportowy. Dwukrotny medalista olimpijski. 
Największe sukcesy odnosił w skokach przez przeszkody. Brał udział w trzech igrzyskach (IO 68, IO 72, IO 76), na dwóch zdobywał medale. W 1976 triumfował w drużynie, osiem lat wcześniej Francuzi zajęli drugie miejsce. W 1975 był brązowym medalistą mistrzostw Europy w drużynie. W 1970, 1971 i 1974 zdobywał tytuł mistrza Francji. 
Jeźdźcami byli także jego synowie, Philippe i Thierry.